# Ореховка (Новгородская область)
Ореховка — упразднённая деревня в Мошенском районе Новгородской области России. На момент упразднения входила в состав Ореховского сельского поселения.

## География
Урочище находится в восточной части Новгородской области, в подзоне южной тайги, к югу от автодороги 49Н-1031, на расстоянии примерно 42 километров (по прямой) к юго-востоку от села Мошенского, административного центра района. Абсолютная высота — 198 метров над уровнем моря.

### Климат
Климат района характеризуется как умеренно континентальный, влажный. Средняя многолетняя температура самого холодного месяца (января) составляет −9,5 °С (абсолютный минимум — −54 °C); самого тёплого месяца (июля) — 17,4 °C (абсолютный максимум — 35 °С). Безморозный период длится около 125 дней. Продолжительность периода активной вегетации растений составляет более четырёх месяцев. Среднегодовое количество атмосферных осадков — 553 мм, из которых большая часть выпадает в тёплый период.

## История
Упразднена 26 сентября 2012 года в связи с утратой признаков населённого пункта.